# Die Young (песня Black Sabbath)
«Die Young» (с англ. — «Умри молодым») — песня британской хэви-металической группы Black Sabbath, вышедшая в 1980 году на первом альбоме без участия Оззи Осборна Heaven and Hell. Песня была выпущена как сингл и достигла 41 места в британском чарте. Это второй по счету сингл с этого альбома.
Песня вошла в программный репертуар группы без участия Оззи Осборна и часто исполнялась вживую. Неоднократно исполнялась во время выступлений с Гилланом и Тони Мартиным. Концертное исполнение записано на альбоме Live from Radio City Music Hall, записанном в 2007 группой Heaven And Hell.
В память о Дио и Дебби Эбоне, бывшем менеджере группы Vio-lence, Робб Флинн из Machine Head записал свободный для загрузки кавер-песни.
В своей книге «Sabbath Bloody Sabbath» Джоэл Макайвер характеризует песню как «переполненную тягучими клавишными пассажами Николса, в которой Дио только и делает, что постоянно выкрикивает „Die young!“ на фоне непрерывных соло Айомми».
Айомми отмечает, что эта песня стала новой для Дио: «В той части, где Ронни поёт „die young“, ритм падает до спокойного пассажа. До этого Ронни никогда не делал таких вещей — спадов. Я сказал ему: „Мы годами это делали в Sabbath“, и Ронни сказал: „А, да, получается!“. Он также сказал про песню следующее: „Die Young“ — хорошо структурированная композиция. Она стала вторым синглом после „Neon Knights“, и до сего дня её отлично принимают».

## Список композиций
1. «Die Young» — 3:49
2. «Heaven And Hell» (концертная запись) — 6:30

## Участники записи
- Ронни Джеймс Дио — вокал
- Тони Айомми — ведущая гитара
- Гизер Батлер — бас-гитара
- Билл Уорд — ударные

## Позиции в чартах
| Год  | Чарт             | Позиция |
| ---- | ---------------- | ------- |
| 1980 | UK Singles Chart | 41      |